# مونیکا اسکاتینی
مونیکا اسکاتینی (ایتالیایی: Monica Scattini؛ ۱ فوریه ۱۹۵۶ – ۴ فوریه ۲۰۱۵) یک هنرپیشه اهل ایتالیا بود. 
از فیلم‌هایی که وی در آن نقش داشته است، می‌توان به ماری کوری، خانواده، مجلس رقص، ریمینی ریمینی، عشق نافرجام و نجیب و بدجنس اشاره کرد. اسکاتینی برنده جایزه انجمن ملی فیلم ایتالیا بهترین بازیگر نقش مکمل زن در سال ۱۹۸۴ شده است.